# MStE E 1–2
Die MStE E 1–2 sind zwei zweiachsige Elektrolokomotiven der Lokalbahn Mixnitz–Sankt Erhard (LBMStE) in der Steiermark.

## Geschichte und Konstruktion

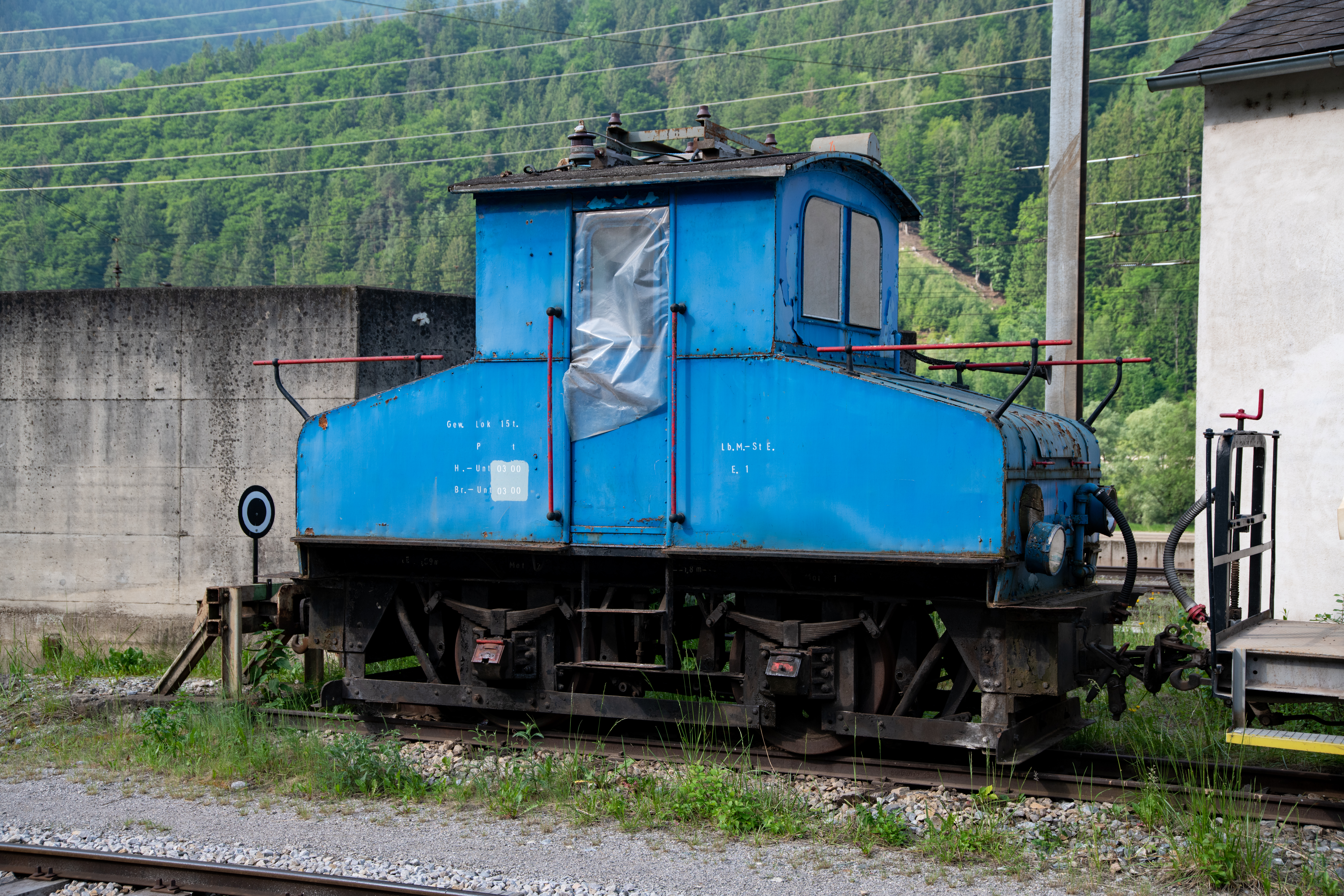
E1 als Ersatzteilspender am Lokalbhf. Mixnitz (2023)

Die Fahrzeuge wurden 1913 anlässlich der Inbetriebnahme der Lokalbahn Mixnitz-Sankt Erhard beschafft. Den Betrieb auf der Lokalbahn führte bis zum 1. Jänner 1924 die Südbahngesellschaft, von 1. Jänner 1924 bis 1. Jänner 1927 die BBÖ und seither die Steiermärkische Landesbahnen.
Die E2 diente der Lehmann-Groß-Bahn bereits relativ früh als Vorbild für ein nach wie vor erzeugtes Modell. Die beiden Lokomotiven sind nach wie vor bei der LBMStE vorhanden, wobei E2 betriebsfähig ist und E1 als Ersatzteilspender abgestellt ist.

### Konstruktion
Die relativ kurzen zweiachsigen Maschinen besitzen Mittelführerstand und zwei niedrige Vorbauten, in denen Gewichte und Aggregate untergebracht sind. Das Untergestell besteht aus Eisenprofilen und stützt sich über Blattfedern auf die beiden Achslager ab. Die Achsen sind aus Siemens-Martin-Stahl. Der Antrieb erfolgt über zwei als Hauptschlussmotore ausgeführte und zusammen 137 PS starke Tatzlagermotore (Übersetzung 1:6,5), die von einem Fahrschalter gesteuert werden. Gebremst wird mit einer Widerstandsbremse und der Hardy-Vakuumbremse, zusätzlich ist eine Handbremse vorhanden. Der ursprünglich auf dem Führerhausdach vorhandene Lyrabügel wurde in den 1960er Jahren gegen einen Scherenstromabnehmer getauscht, ebenso wurde in dieser Zeit die originale grüne Farbgebung durch ein helles Blau ersetzt.